# Xã Liberty, Quận Logan, Ohio
Xã Liberty (tiếng Anh: Liberty Township) là một xã thuộc quận Logan, tiểu bang Ohio, Hoa Kỳ. Năm 2010, dân số của xã này là 3.434 người.